# Sainte Marguerite (eau minérale)
Pour les articles homonymes, voir Sainte Marguerite.
Sainte Marguerite est une marque d'eau minérale appartenant au groupe Intermarché.
Sa source se situe à Saint-Maurice-ès-Allier, dans le Puy-de-Dôme en Auvergne.

## Composition analytique
- Sainte Marguerite est une eau faiblement minéralisée, gazeuse et renforcée avec le gaz de la source[1].

| Éléments             | Concentration en mg/L |
| -------------------- | --------------------- |
| Calcium (Ca2+)       | 57                    |
| Magnésium (Mg2+)     | 27                    |
| Sodium (Na+)         | 222                   |
| Potassium (K+)       | 30                    |
| Sulfates (SO42−)     | 24                    |
| Bicarbonates (HCO3−) | 589                   |
| Chlorures            | 216                   |
| Résidu sec           | 936                   |

## Historique
La source de la Chapelle où sort l'eau de Sainte Marguerite abrite un petit établissement thermal qui n'est plus exploité de nos jours.
En 1995, la société d'embouteillage de l'eau de Sainte Marguerite a été rachetée par le groupe Intermarché à Christian Billet et cette eau est depuis essentiellement vendue dans le réseau de ce distributeur, avec aussi une gamme de bouteilles en verre destinées à la restauration.
Dans les années 1990, une nouvelle usine d'embouteillage a été construite, à quelques dizaines de mètres de l'ancienne qui n'est désormais plus utilisée.

## Patrimoine naturel
La source de Sainte Marguerite est préservée par le Conservatoire d'espaces naturels d'Auvergne, membre de la Fédération des conservatoires d'espaces naturels, en lien avec la société des eaux via la signature d'une convention de gestion. En effet, outre son intérêt géologique avec la présence de dépôts actifs de travertin, le site abrite deux espèces de plantes halophiles : l'Atropis distans (Puccinellia distans) et le Plantain maritime (Plantago maritima). Le site est ouvert au public et un sentier de découverte a été réalisé sur ce site par le CEN Auvergne.
Un geyser naturel partiellement aménagé (mise en place ancienne d'un tuyau métallique) jaillit toutes les vingt minutes environ. Des émergences de gaz carbonique sous forme de chapelets de bulles sont visibles sur les rives de l'Allier.